# Ebenezer Annan
Ebenezer Annan, né le 21 août 2002 à Accra au Ghana, est un footballeur international ghanéen qui évolue au poste d'arrière gauche à l'AS Saint-Étienne.

## Biographie

### En club
Né à Accra au Ghana, Ebenezer Annan est formé en Italie, par le Bologne FC. C'est avec ce club qu'il fait ses débuts en professionnel le 16 août 2021, lors d'une rencontre de coupe d'Italie face au Ternana Calcio. Il est titularisé et son équipe s'incline par cinq buts à quatre. Il joue sa première rencontre de Serie A face à l'Hellas Vérone le 21 janvier 2022. Il entre ne jeu à la place de Arthur Theate et son équipe s'incline par deux buts à un.
Le 6 juillet 2023, Annan est prêté au club serbe du FK Novi Pazar pour une saison avec option d'achat,.
Annan s'engage avec l'Étoile rouge de Belgrade à l'été 2024, signant le 18 juin 2024 pour un contrat de trois ans, plus une saison supplémentaire en option.
Le 7 août 2025, Ebenezer Annan quitte définitivement l'Étoile rouge de Belgrade afin de signer en faveur de l'AS Saint-Étienne pour un contrat de trois ans, soit jusqu'en juin 2028.

### En sélection
Ebenezer Annan est convoqué pour la première fois avec l'équipe nationale du Ghana en mars 2024 par le sélectionneur Otto Addo. Il honore sa première sélection avec le Ghana lors de ce rassemblement, le 22 mars 2024 contre le Nigeria. Il entre en jeu à la place d'Iddrisu Baba et son équipe l'emporte par deux buts à un,.